# Чистоводное (Сахалинская область)
Чистово́дное — село в Холмском городском округе Сахалинской области России, в 20 км от районного центра.
Находится на берегу реки Тиобут.
До 1945 года принадлежало японскому губернаторству Карафуто и называлось Симидзу (яп. 清水). После передачи Южного Сахалина СССР село 15 октября 1947 года получило современное название — по своему положению на реке Чистая.

## Население
| 1925 | 1935  | 2002 | 2010 | 2013 | 2021 |
| ---- | ----- | ---- | ---- | ---- | ---- |
| 1098 | ↘1031 | ↘190 | ↘132 | ↘122 | ↘100 |

По переписи 2002 года население — 190 человек (131 мужчина, 59 женщин). Преобладающая национальность — русские (79 %).